# Hegymögött
Hegymögött (románul: După Deal) falu Romániában, Erdélyben, Beszterce-Naszód megyében.

## Fekvése
Nagynyulas (Milaş) mellett fekvő település.

## Története
Hegymögött (După Deal) korábban Nagynyulas (Milaş) része volt, 1956 körül vált külön, 435 lakossal.
1966-ban 271 lakosából 262 román, 8 magyar, 1 német, 1977-ben 154 lakosából 146 román, 8 magyar volt. 1992-ben 73, 2002-ben pedig 45 román lakosa volt.